# كارلوس بالكازار
كارلوس بالكازار (بالإسبانية: Carlos Balcázar)‏ هو لاعب كرة قدم مكسيكي في مركز الوسط، ولد في 9 يناير 1984 في غوادالاخارا في المكسيك. لعب مع نادي أطلس ونادي إيرابواتو ونادي تشياباس ونادي جامعة غوادالاخارا.

## وصلات خارجية
- كارلوس بالكازار على موقع قاعدة بيانات كرة القدم.إي يو (الإنجليزية)
- كارلوس بالكازار على موقع Soccerway.com (الإنجليزية)